# Московская городская детская музыкальная школа имени С. С. Прокофьева
Московская городская детская музыкальная школа имени С. С. Прокофьева — Государственное бюджетное учреждение дополнительного образования города Москвы «Московская городская детская музыкальная школа имени С. С. Прокофьева».

## История
- В 1937 году в Бауманском районе Москвы была открыта детская музыкальная школа № 1.
- В 1958 году объединена с ДМШ Красногвардейского района.
- В 1961 году школе было присвоено имя выдающегося композитора С. С. Прокофьева[1].
- В 1966 году открыт школьный музей С. С. Прокофьева[2].

## Директора
- Е. В. Бабичев,
- Л. М. Федорова,
- В. А. Вахромеев с 1 октября 1944 г.
- А. П. Мачихелян,
- И. П. Пищурова,
- Ф. М. Виноградова,
- А. Г. Каневский,
- А. С. Цодокова с 21 августа 2013 г. по настоящее время.

## Образовательные программы
- Хоровое пение
- Академическое сольное пение
- Орган
- Духовые и ударные инструменты
- Народные инструменты
- Струнные инструменты
- Фортепиано
- Музыкальный фольклор
- Платные образовательные услуги[3]

## Преподаватели
Коллектив школы состоит из свыше 120 высококвалифицированных преподавателей, среди которых Заслуженные работники культуры России, Заслуженные артисты России, лауреаты и дипломанты международных конкурсов.

## Известные выпускники
- А. Н. Холминов (1925—2015) — Народный артист СССР, композитор, лауреат государственных премий.
- О. Г. Янченко (1929—2002) — Народный артист России, лауреат международных конкурсов, профессор Московской консерватории, органист.
- И. И. Гаврыш (род. 1945) — Народный артист России, лауреат международных конкурсов, профессор Московской консерватории, виолончелист.
- А. А. Левин (род. 1947) — советский и российский дирижёр и музыкальный педагог, заслуженный артист Российской Федерации (1997), профессор Московской консерватории.
- В. С. Тедеев (1946—2011) — советский артист балета, педагог. Народный артист РСФСР
- К. С. Волостнов (род. 1979) — российский органист, пианист и клавесинист.
- В. Б. Волошинов (1947—2019) — физик, специалист в области акустооптики, заслуженный преподаватель МГУ.